# Alejandro Herrera Arredondo
Alejandro Joaquín Herrera Arredondo (* 22. April 1970 in Mexiko-Stadt) ist ein ehemaliger mexikanischer Fußballspieler auf der Position eines Torwarts.

## Leben
Seine ersten  Profivertrag erhielt Herrera beim Club Atlas, für den er in den Spielzeiten 1990/91 und 1991/92 insgesamt sechs Einsätze in der höchsten mexikanischen Liga bestritt. Weil er ansonsten aber regelmäßig nur die Nummer 2 hinter dem Stammtorhüter Robert Siboldi war, wechselte Herrera 1992 zum Stadtrivalen Club Deportivo Guadalajara, bei dem er es in der Saison 1992/93 immerhin auf sieben Punktspieleinsätze brachte, aber weiterhin nur zweite Wahl blieb. Nach einigen weiteren Stationen beim Club Atlante und den 
UAT Correcaminos kehrte Herrera zum Club Atlas zurück, für den er in der Saison 1996/97 lediglich zu einem Einsatz hinter dem Stammtorhüter Erubey Cabuto kam.
Nach seiner aktiven Laufbahn arbeitete Herrera 2014 als Torwarttrainer für die U-15-Auswahlmannschaft der Tercera División sowie als Assistenztrainer der Cazcanes de Ameca (2015) und der Coras de Nayarit (2019/20).